# Електрогастрографія

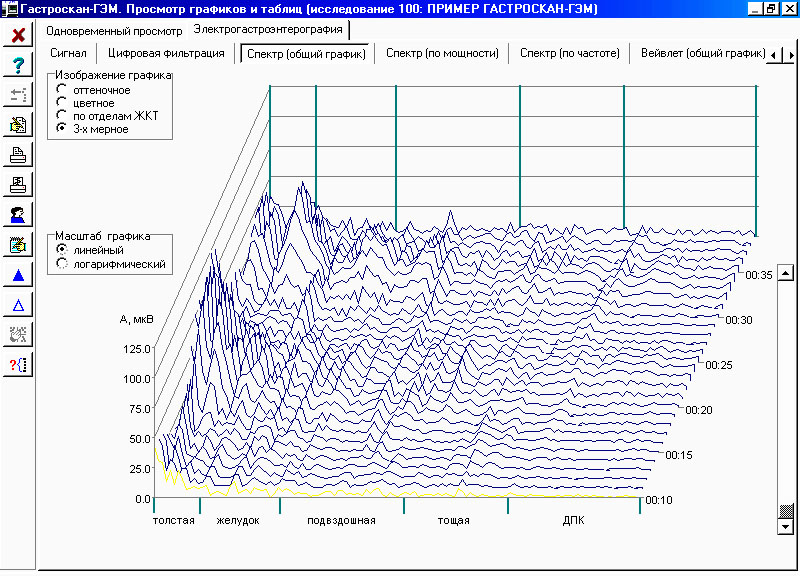
Приклад тривимірної електрогастроентерограмми людини

Електрогастрогра́фія — метод функціонального дослідження шлунково-кишкового тракту, що ґрунтується на реєстрації електричних потенціалів, що виникають у гладеньких м'язах шлунка і кишечника.

## Прилади для електрогастрографії і електрогастроентерографії

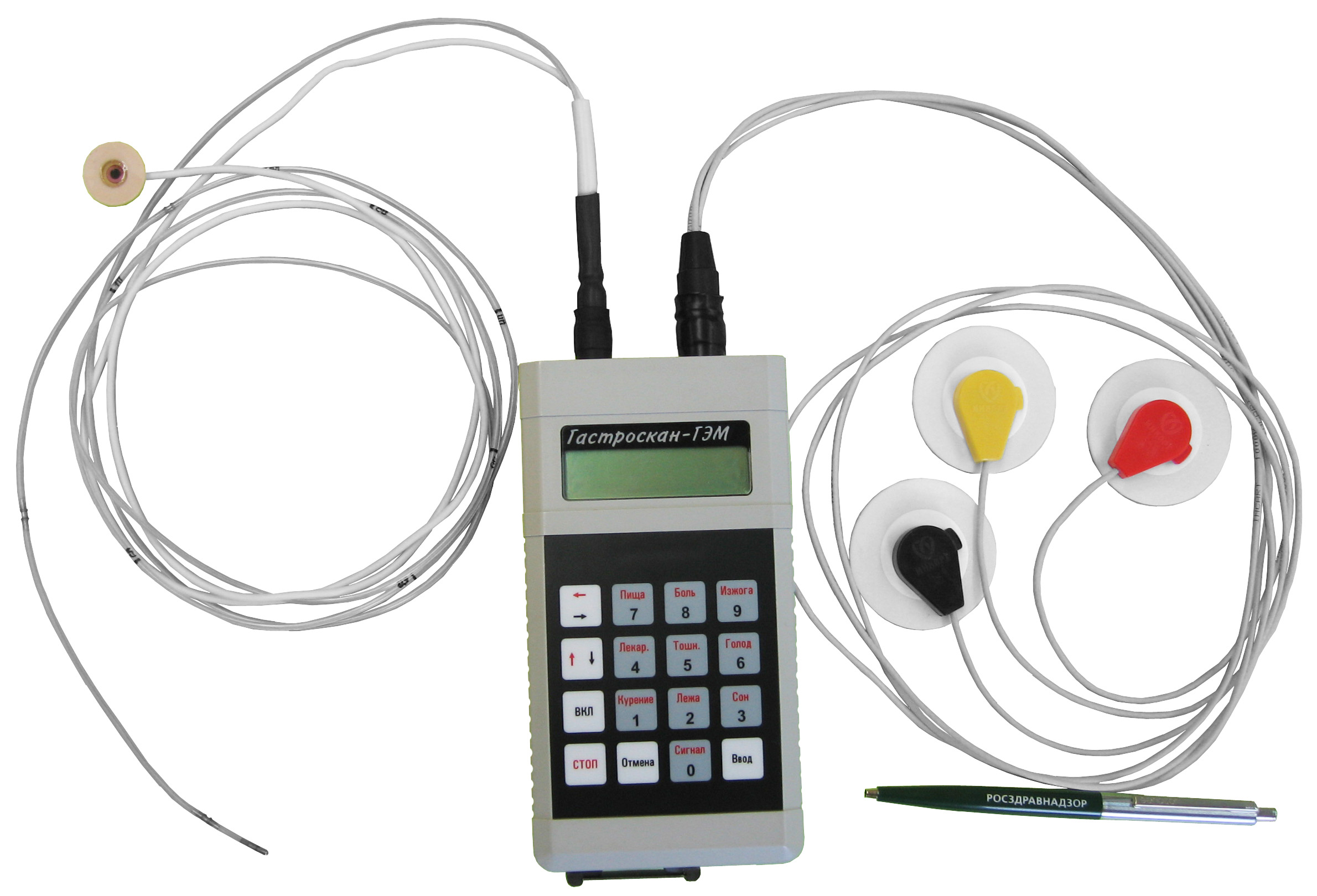
Прилад для електрогастроентерографії «Гастроскан-ГЭМ»

Для проведення електрографічних обстежень може застосовуються: електрогастроентерограф, розроблений у Харківському національному університеті радіоелектроніки, прилади «Digitapper EGG» (Швеція, США)  або «Гастроскан-ГЭМ» російського підприємства «Істок-Система».